# Botrydiales
Botrydiales é uma ordem monotípica de algas da classe Xanthophyceae (algas verde-amareladas) que tem como única família Botrydiaceae, com 12 espécies conhecidas repartidas por 3 géneros.

## Taxonomia e sistemática
A família Botrydiaceae é a única que integra a ordem Botrydiales. A família inclui os seguintes géneros:
- Asterosiphon  P.[J.L.] Dangeard, 1940
- Botrydium  Wallroth, 1815
- Polychloris Borzì, 1892